# Upper Hunter Shire
Upper Hunter Shire är ett shire i Australien. Det ligger i delstaten New South Wales, i den sydöstra delen av landet, omkring 210 kilometer norr om delstatshuvudstaden Sydney. Antalet invånare var 14 112 vid folkräkningen 2016.
Följande samhällen finns i Upper Hunter Shire:
- Aberdeen
- Merriwa
- Murrurundi
- Parkville
- Gundy
- Cassilis
- Kars Springs
- Moonan Flat
- Blandford